# Mercyful Fate
Mercyful Fate es una banda danesa de heavy metal, formada en Copenhague por el vocalista King Diamond y el guitarrista Hank Shermann en 1981. Influenciados por el rock progresivo y el hard rock, y con letras que trataban temas como el ocultismo y satanismo. Desde su formación, Mercyful Fate ha publicado siete álbumes de estudio, dos EP y cuatro recopilatorios.
Después de varios cambios de formación y de editar varias maquetas de manera independiente, lanzaron su EP homónimo en 1982, grabado por Michael Denner (guitarra), Timi Hansen (bajo), Kim Ruzz (batería), Diamond y Shermann. Esta formación grabó los dos primeros álbumes de estudio (Melissa en 1983 y Don't Break the Oath en 1984), antes de separarse en 1985 por diferencias musicales. En 1993, cuatro de esos cinco miembros se reunieron para grabar In the Shadows, publicado ese mismo año. Durante la década de 1990, Mercyful Fate lanzó otros cuatro álbumes y sufrió varios cambios en su formación. Desde 1999 la banda estuvo durante dos décadas en inactivo y su formación actual está integrada por Diamond, Shermann, el batería Bjarne T. Holm, el guitarrista Mike Wead y la bajista Becky Baldwin.

## Historia

### Formación y primeros lanzamientos (1981-1985)
El vocalista King Diamond y el guitarrista Hank Shermann formaron Mercyful Fate en Copenhague, Dinamarca, en 1981; tras la disolución de su anterior banda, Brats, un grupo de punk. Después de publicar un álbum de estudio y tener varios cambios de formación (entre ellos la llegada de Diamond), el vocalista y Shermann comenzaron a componer nuevo material más pesado que el interpretado por Brats. A la discográfica de la banda, CBS, no le satisfizo este material y les ordenó que dejaran de cantar en inglés y adquirir un sonido más comercial para el mercado danés. Ante la negativa, Diamond y Shermann abandonaron el grupo y formaron Mercyful Fate. Después de varios cambios de formación y editar unas maquetas en casete, la banda publicó su EP homónimo en 1982. Los miembros que lo grabaron fueron Shermann, Diamond, el bajista Timi Hansen, el batería Kim Ruzz y el guitarrista Michael Denner.
En julio de 1983, Mercyful Fate grabó su álbum debut en los estudios Easy Sound Recording, en Copenhague. El disco, titulado Melissa, lo produjo Henrik Lund y lo publicó la discográfica Roadrunner Records el 30 de octubre de 1983. Después de realizar varios conciertos por Dinamarca, la banda regresó al estudio en mayo de 1984 para grabar su segundo trabajo, Don't Break the Oath, publicado el 7 de septiembre de ese mismo año. Durante su gira promocional, el conjunto actuó dos meses en los Estados Unidos y participó en festivales veraniegos en Alemania. A pesar de haber ganado un estatus de culto, Mercyful Fate se separó en abril de 1985 debido a diferencias musicales. Shermann quería grabar temas más comerciales, algo que Diamond rechazó; por lo que decidió abandonar el grupo, lo que llevó a que este se separara.

### Después de la disolución (1985-1992)
Tras la separación de Mercyful Fate en 1985; Diamond, Denner y Hansen formaron un nuevo proyecto bajo el nombre King Diamond. Denner y Hansen permanecieron en el grupo hasta el lanzamiento de Abigail en 1987, después ambos dejaron King Diamond. El vocalista continuó con el proyecto y grabó nuevos álbumes incluso después de la reunión de Mercyful Fate. Tras dejar King Diamond, Michael Denner abrió una tienda de discos en Copenhague y formó el grupo Zoser Mez junto a Shermann. Este último fundó la banda de rock Fate en 1985, con la cual grabó dos trabajos de estudio. Después de abandonar Fate, Shermann se reunió con Denner para formar Zoser Mez.
Durante los años de separación de Mercyful Fate, la discográfica Roadrunner publicó tres recoplitarios; The Beginning (1987) que incluye su EP homónimo así como temas en directo, Return of the Vampire (1992) que contiene canciones grabadas antes del lanzamiento de su primer EP, y A Dangerous Meeting, que recopila material de Mercyful Fate y King Diamond.

### Retorno (1993-1999)

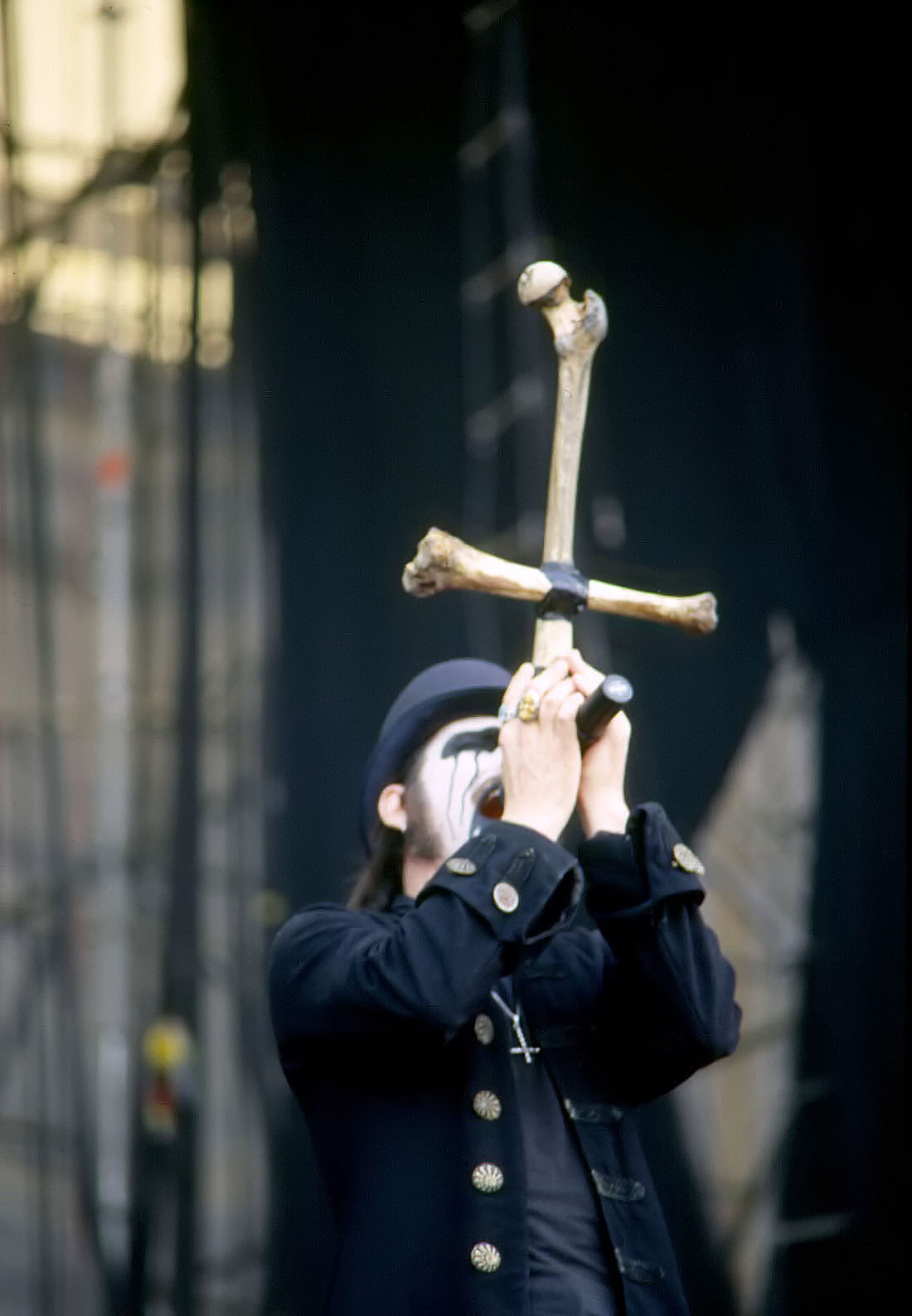
Actuación de Mercyful Fate en Milán en 1999.

En 1993, Diamond, Shermann, Denner y Hansen volvieron a reunirse para reformar Mercyful Fate (el batería Morten Nielsen sustituyó a Ruzz). El primer álbum tras la reunión fue In the Shadows, publicado el 22 de junio de 1993 por la discográfica Metal Blade Records. El disco cuenta con la intervención del batería de Metallica Lars Ulrich en el tema «Return of the Vampire». Nielsen y Hansen abandonaron el grupo antes de la gira promocional; el primero debido a una lesión de rodilla y el segundo porque no quería realizar actuaciones. Sus sustitutos fueron dos miembros de King Diamond; el batería Snowy Shaw y el bajista Sharlee D'Angelo. El 27 de junio de 1994, la banda lanzó el EP The Bell Witch que contiene temas en directo y un par de temas nuevos.
El 25 de octubre de 1994, Mercyful Fate publicó el álbum Time, grabado y mezclado en los estudios Dallas Sound Lab (Estados Unidos) entre mayo y agosto de 1994. Tras su lanzamiento Bjarne T. Holm reemplazó a Shaw como batería. Holm había recibido la oferta de unirse al grupo en 1981, pero declinó debido a otros compromisos. Entre enero y febrero de 1996, Mercyful Fate grabó el álbum Into the Unknown, que sería lanzado el 20 de agosto de ese mismo año. Después de su publicación, el guitarrista Mike Wead ingresó en el grupo para sustituir a Denner. Into the Unknown fue uno de sus pocos trabajos en entrar en las listas; llegó al puesto treinta y uno en Finlandia.
En octubre de 1997, Mercyful Fate empezó la grabación de Dead Again, en los estudios Nomad Recording en Carrolton, Texas. El álbum se publicó el 9 de junio de 1998. En febrero de 1999, comenzó la grabación de un nuevo trabajo de estudio, titulado simplemente 9 y editado el 15 de mayo de ese mismo año.

### Encuentros esporádicos (1999-2019)
Después de realizar la gira promocional de 9, Mercyful Fate comenzó un descanso indefinido. King Diamond se centró en su proyecto homónimo junto al guitarrista Mike Wead, que ingresó en el grupo del vocalista durante los conciertos del álbum House of God. King Diamond lograría una nominación al Grammy por el tema «Never Ending Hill». Por su parte, Hank Shermann y Bjarne T. Holm volvieron a reunirse con el ex guitarrista Michael Denner para formar Force of Evil, mientras que el bajista Sharlee D'Angelo ingresó en la banda sueca Arch Enemy. En una entrevista en 2008, Diamond reveló que Mercyful Fate «está en un proceso de hibernación». En agosto de ese mismo año, Lars Ulrich solicitó al vocalista que participara en el videojuego Guitar Hero: Metallica y que le dejara las copias originales de dos canciones del grupo, sin embargo, ante la imposibilidad de encontrarlas; Diamond, Shermann, Denner, Hansen y Holm se reunieron para volver a grabar los temas «Evil» y «Curse of the Pharaohs». El vocalista apareció en el juego como un personaje jugable.
El 7 de diciembre de 2011, con motivo de un concierto por el trigésimo aniversario de la formación de Metallica; Shermann, Diamond, Hansen y Denner interpretaron un popurrí de canciones de Mercyful Fate junto a los miembros de Metallica.

### Reunión (2019-actualidad)
El 1 de agosto de 2019, el grupo anunció su regreso para una serie de conciertos en Europa en 2020 con una formación compuesta por Diamond, Shermann, Holm, Wead y el bajista Joey Vera como sustituto de Timi Hansen mientras este recibía tratamiento para el cáncer. Finalmente este falleció tres meses más tarde. El 2 de junio de 2002, Mercyful Fate dio su primer concierto en veintitrés años y entre sus viejos temas incorporó además la nueva canción «The Jackal Of Salzburg». En enero de 2024, Vera abandonó la formación y le reemplazó Becky Baldwin, quien ya le había sustituido durante las actuaciones en las que no pudo participar debido a compromisos previos con Armored Saint.

## Estilo y legado
Mercyful Fate formaron parte de la primera ola del black metal, junto a grupos como Venom, Bathory y Hellhammer. Estas bandas establecieron las bases sobre las que futuros artistas desarrollarían el black metal. A diferencia de las otras bandas mencionadas, Mercyful Fate estaba influenciada por el rock progresivo, el hard rock de los años 70 y el heavy metal tradicional. Sus letras abarcan temas como el satanismo y el ocultismo, y King Diamond fue uno de los pioneros de la utilización del corpse paint.
Varios músicos han citado a Mercyful Fate como influencia. Kerry King, guitarrista del grupo del thrash metal Slayer, ha declarado que tanto él, como su compañero de banda Jeff Hanneman, escuchaban con frecuencia a la banda danesa mientras grababan el álbum Hell Awaits. Metallica grabó un popurrí de canciones de Mercyful Fate para su álbum de versiones Garage Inc.; desde entonces, Metallica interpretó el tema en varias ocasiones junto a miembros del grupo danés. Otras bandas como Emperor, Voivod, Soilwork o Six Feet Under han versionado algunas de sus canciones.

## Miembros
- Hank Shermann - guitarra (1981-1985, 1993-1999, 2008, 2011, 2019-actualidad)
- King Diamond - voz y teclados (1981-1985, 1993-1999, 2008, 2011, 2019-actualidad)
- Bjarne T. Holm - batería (1994-1999, 2009, 2019-actualidad)
- Mike Wead - guitarra (1996-1999, 2019-actualidad)
- Becky Baldwin - bajo (2022-actualidad)

### Miembros anteriores
- Carsten Van Helsing - guitarra (1981)
- Jan Linblad - batería (1981)
- Timi Hansen - bajo (1981-1985, 1993, 2009, 2011)
- Nick Smith - batería (1981)
- Kim Ruzz - batería (1981-1985)
- Benny Petersen - guitarra
- Michael Denner - guitarra (1982-1985, 1993-1996, 2009, 2011)
- Morten Nielsen - batería (1993)
- Snowy Shaw - batería (1993-1994)
- Sharlee D'Angelo - bajo (1993-1999)
- Joey Vera (2019-2022)

## Discografía
- 1983: Melissa
- 1984: Don't Break the Oath
- 1993: In the Shadows
- 1994: Time
- 1996: Into the Unknown
- 1998: Dead Again
- 1999: 9